# My Name Is Joe
My Name Is Joe è un film del 1998 diretto da Ken Loach, secondo film sceneggiato da Paul Laverty.
Il titolo del film è la frase con cui gli alcolisti anonimi iniziano quando parlano della loro vita.
Loach, fedele al suo cinema documentaristico comprendente anche attori non professionisti, racconta la vita di Joe, senza filtri e remore, analizzando le differenze sociali e di cultura tra Joe e Sara, il rapporto fraterno e paterno tra Joe e Liam.
Il linguaggio del film è volutamente grezzo e scurrile.
Il film presentato in concorso alla 51ª edizione del Festival di Cannes, ha valso a Peter Mullan il premio per la migliore interpretazione maschile..
Girato tra le città di Tarbert, Loch Fyne, Argyll, Bute, Glasgow, Strathclyde.
In Italia il film è stato distribuito nelle sale dal 4 dicembre 1998 da Bim distribuzione.

## Trama
Nella Glasgow della fine degli anni '90, nei sobborghi proletari, vive Joe, ex alcolista, disoccupato: sopravvive con il sussidio e facendo qualche piccolo lavoro in nero, allena una piccola e sgangherata squadra di quartiere, composta da ragazzi problematici, drogati, emarginati sociali, fra cui Liam, amico di Joe.
Joe, rivedendo in Liam se stesso, tenta di aiutare il ragazzo, che è sposato con una tossicodipendente. Così Joe incontra Sara, assistente sociale, che rimane colpita dall'altruismo di Joe, e alla fine si innamora di lui.
Le differenze, sociali, economiche e culturali tra Joe e Sara svaniscono, e fra loro nasce un amore puro e innocente.
Liam, a causa della tossicodipendenza della moglie, ha dei pesanti debiti con degli spacciatori, che gli chiedono di effettuare una consegna di droga per conto loro. Joe decide di aiutare Liam e di effettuare lui la consegna, ma quando Sara lo scopre decide di lasciarlo, e non gli rivela di essere incinta.
Joe è combattuto dalla voglia di aiutare Liam e dalla paura di perdere Sara, l'unica donna che lo abbia mai amato, che rappresenta la sua speranza di poter avere finalmente una vita migliore e felice, di poter avere qualcuno da amare, con cui progettare un futuro.
Joe decide di non aiutare Liam, nella speranza di potersi riappacificare con Sara, ma Liam si mette nei guai: quando va a cercare Joe per chiedergli aiuto lo trova ubriaco, allora Liam disperato si suicida davanti a Joe, che non riesce a salvarlo, offuscato dall'alcool.
Joe e Sara si rincontrano al funerale di Liam. Nell'ultima scena Joe e Sara si riavvicinano, lasciando aperta la possibilità che i due possano ritornare insieme.

## Riconoscimenti
- 1998 – Festival di Cannes
  - Prix d'interprétation masculine a Peter Mullan
- 1998 – British Independent Film Awards
  - Miglior film indipendente britannico
  - Miglior regista a Ken Loach
  - Miglior sceneggiatura a Paul Laverty
  - Candidatura alla miglior attrice a Louise Goodall
  - Candidatura al miglior attore a Peter Mullan
- 1998 – Seminci
  - Espiga de oro per il miglior film
  - Miglior attore a Peter Mullan
- 1999 – Premio Robert
  - Miglior film straniero non statunitense